# Адарнасе II (цар Гереті)
Адарнасе (Атрнерсех) II (груз. ადარნასე, ? — 897) — цар Гереті у 897—943 роках.

## Життєпис
Походив з вірменської династії Араншахів. Син Грігор-Амама, царя Кавказької Албанії і Гереті. Після загибелі батька 897 року успадкував царський титул. Проте першим перестав використовувати в титулатурі термін «Кавказька Албанія», залишившись царем Гереті.
Підтримував монофізитів, тому здобув опору у вірменській апостольській церкві. Для зміцнення свого становища у протистоянні Адарнасе II, царя Картлі, пошлюбив представницю Таоських Багратіоні.
У 906 році після смерті брата Апулі приєднав його володіння — Шекінське (Чакінське) князівство до своїх володінь. Переніс свою столицю до Шекі. Тому часто саме державу Адарнасе II стали називати Чакі-Камбісена (остання частина є давньою назвою області Гереті). Водночас номінально визнав зверхність абхазького царя Костянтина III.
Невдовзі стикнувся з ворожою коаліцією у складі Квіріке I, еріставі Кахетії, та Джафара I, еміра Тбілісі. За цих обставин визнав зверхність Візантійської імперії. Натомість отримав титул патрикія.
У 915 році проти Гереті виступили війська Абхазії та Кахетії, які захопили більшість важливих фортець на півночі і в центрі. Знову змушений був визнати зверхність Абхазії, передавши Костянтину III фортеці Арічі і Гавазі, а місто Орчобі — Квіріке I.
У 920-х роках скористався з вторгнення Юсуфа з династії Саджидів до Кахетії, аби відвоювати втрачені землі та скинути абхазьку залежність.
Помер 943 року. Царський трон успадкував його син Ішханік.

## Родина
Дружина — Динара, донька Адарнасе III, князя Тао.
Діти:
- Ішханік (?—951), цар Гереті